# Arctophyllum
Arctophyllum é um género botânico pertencente à família Rubiaceae.